# Bevacizumab
Bevacizumab ou bevacizumabe (DCB), também conhecido pelo nome comercial Avastin, é um fármaco utilizado em medicina na terapia dirigida de alguns tipos de câncer(pt-BR) ou cancro(pt-PT?). É um anticorpo monoclonal, que bloqueia a ação do fator de crescimento endotelial vascular  (VEGF), ou seja, impede o crescimento de vasos sanguíneos que alimentam tumores malignos. É utilizado por via intravenosa. Em janeiro de 2008, a União Europeia concedeu autorização ampliada para o fármaco. Em 2009, a Anvisa aprovou seu uso no tratamento do câncer de pulmão em estado avançado no Brasil.
Especialistas dos Estados Unidos da América recomendaram à FDA que retirasse o bevacizumabe do mercado, tendo esta organização até 17 de Setembro de 2010 para decidir sobre o futuro da comercialização do medicamento.
Em novembro de 2011, a FDA retirou a autorização do uso da droga Avastin, nome comercial do bevacizumabe, para tratar o câncer de mama em estágio avançado, mencionando que não há comprovação de que o medicamento seja capaz de prolongar a vida das pacientes com a doença.

## Indicações
- Câncer colorretal metastático
- Câncer de pulmão